# Pholetesor exiguus
Pholetesor exiguus är en stekelart som först beskrevs av Alexander Henry Haliday 1834.  Pholetesor exiguus ingår i släktet Pholetesor och familjen bracksteklar. Inga underarter finns listade i Catalogue of Life.